# 安国寺 (嘉麻市)
安国寺（あんこくじ）は、福岡県嘉麻市にある天台宗の寺院。

## 概要
南北朝動乱による死者の霊を弔うため、足利尊氏・直義兄弟が暦応2年（1339年）に建立した。この場所が選ばれた理由は、尊氏が多々良浜の戦いで敗走をしていた際、当地の白衣観音像に祈願をして無事に逃げ延びたことからとされている。
現代の本堂は大正時代に再建されたもの。境内には全国的にも珍しい灯篭型の六地蔵菩薩や、当地出身で大坂相撲の第11代横綱・不知火光五郎の墓などがある。

## 利用情報
- 所在地

福岡県嘉麻市下山田288
- 拝観料

無料
- 拝観時間

自由

## 交通アクセス
- JR九州筑豊本線桂川駅より嘉麻市バス熊ヶ畑桂川線に乗車し「虹ヶ丘」下車、徒歩14分（約1.1km）。
- JR九州筑豊本線新飯塚駅より西鉄バス上山田ゆきに乗車し「下山田小学校」下車、徒歩10分（約820m）。
- JR九州後藤寺線下鴨生駅よりタクシーで15分（約7㎞）。
- マイカーの場合、九州自動車道福岡インターチェンジから33㎞。
- 駐車場あり

## ギャラリー

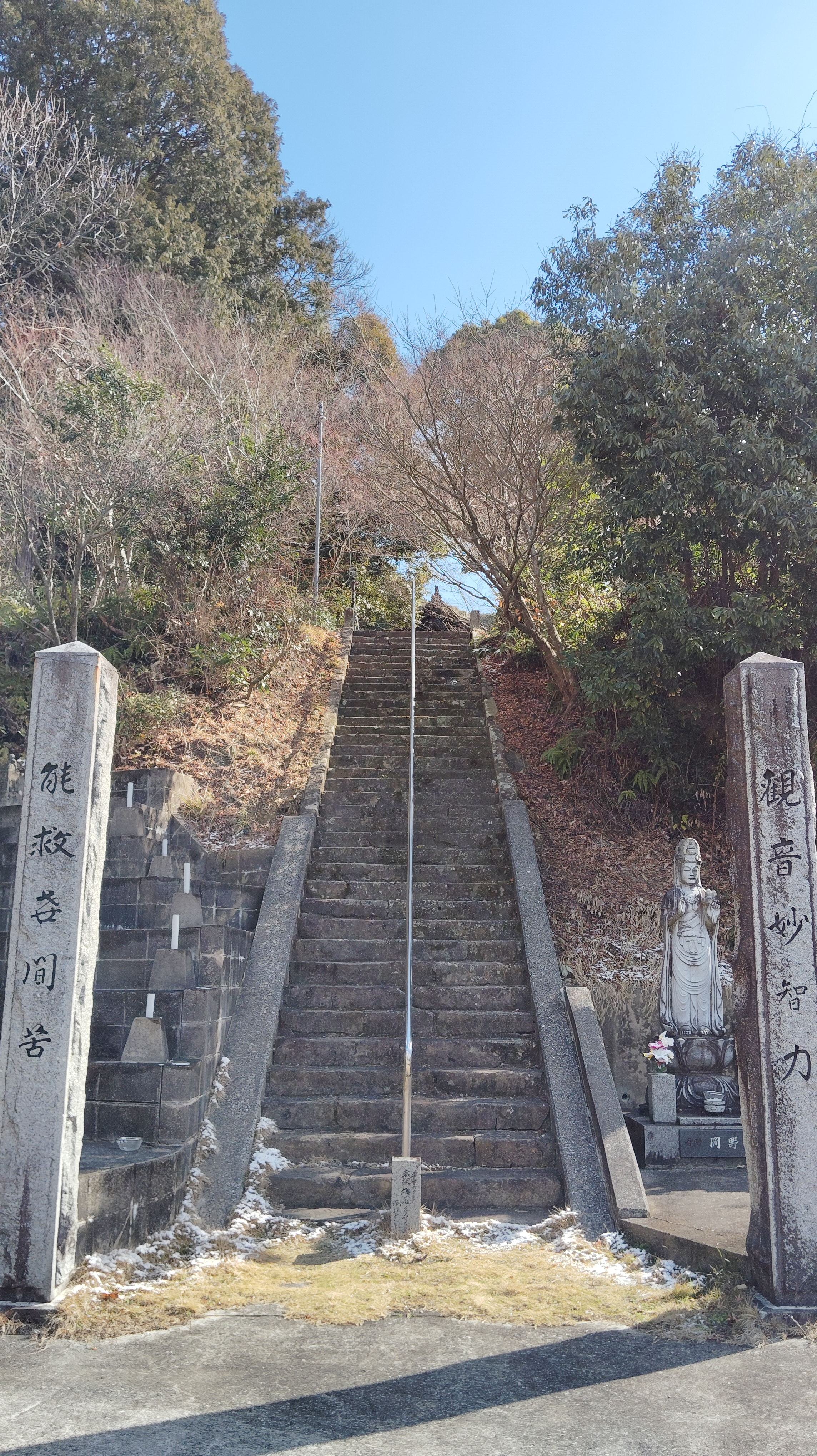
入口の石段
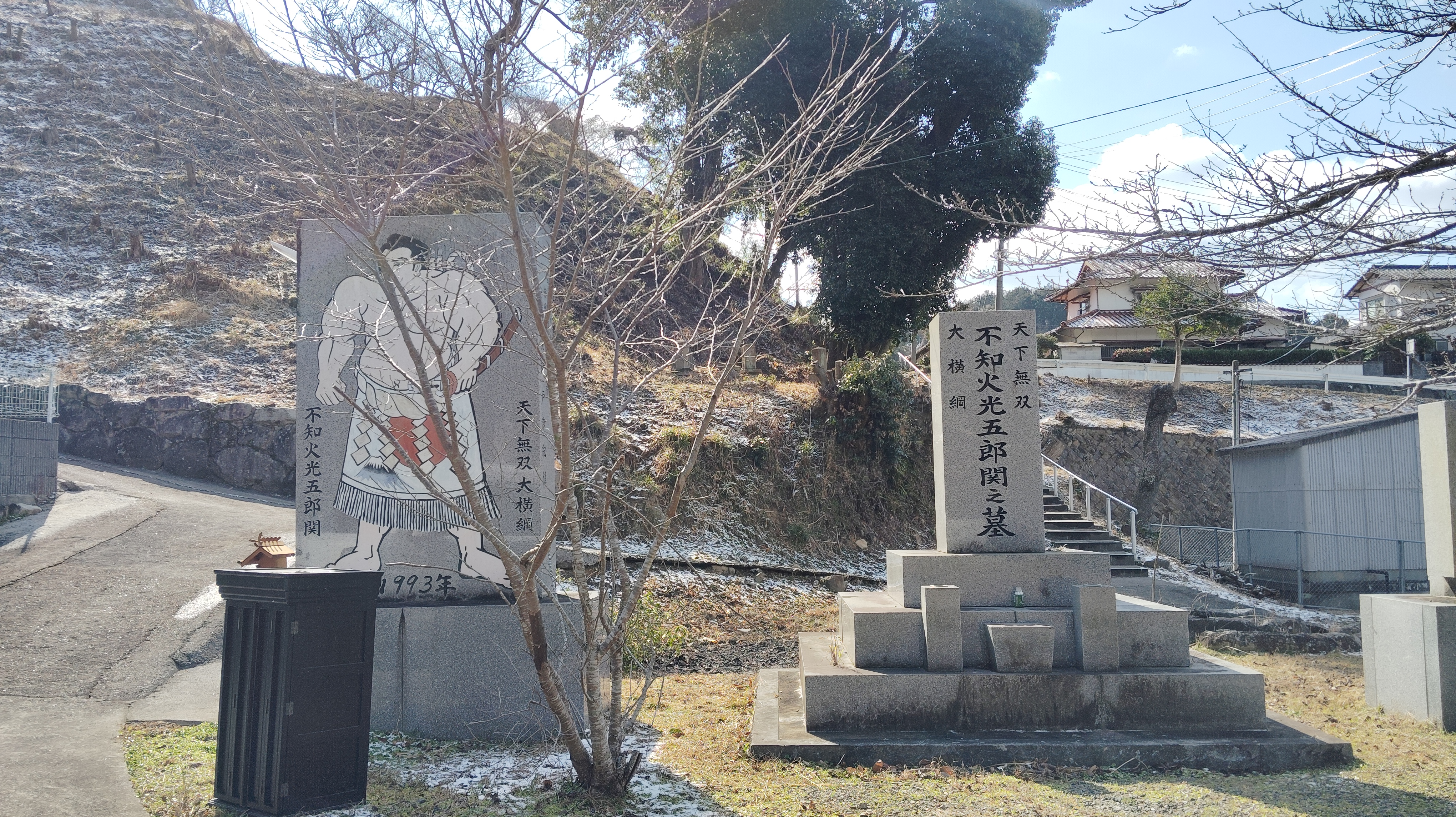
不知火光五郎の墓
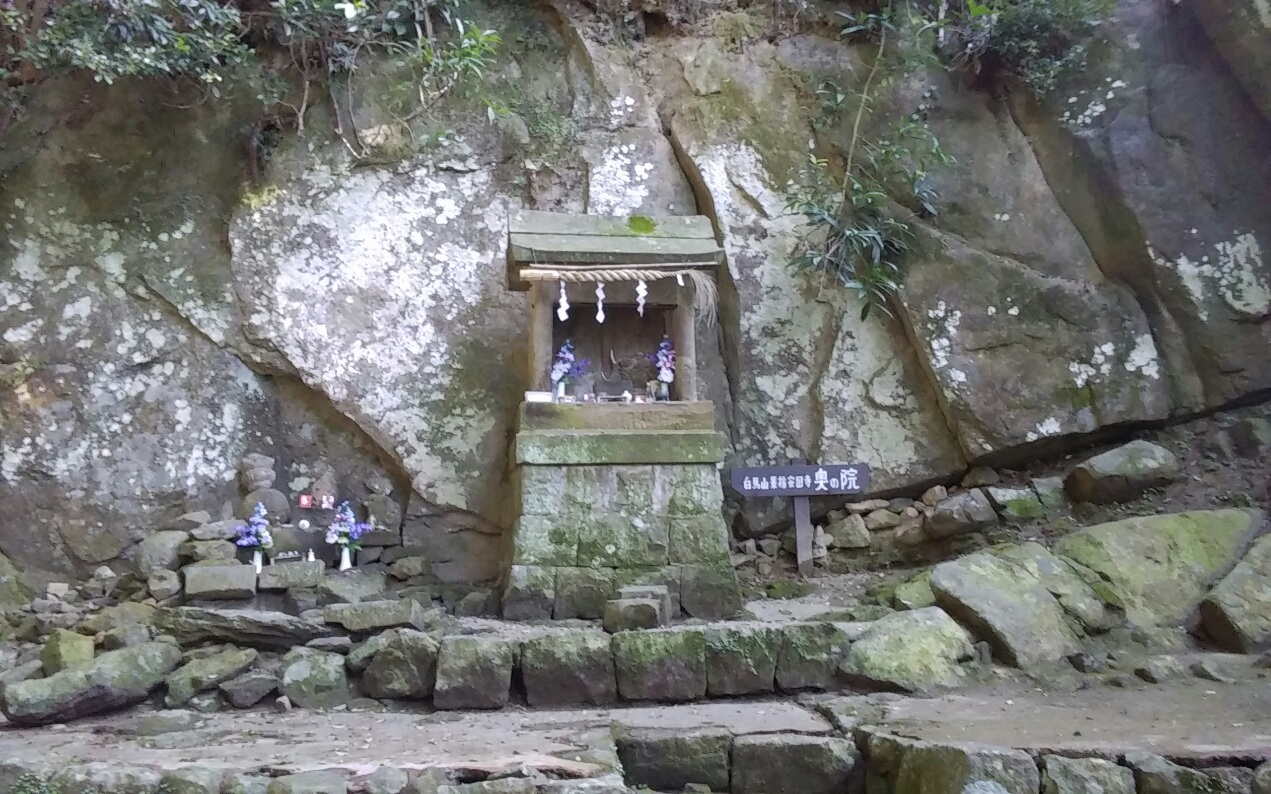
奥の院
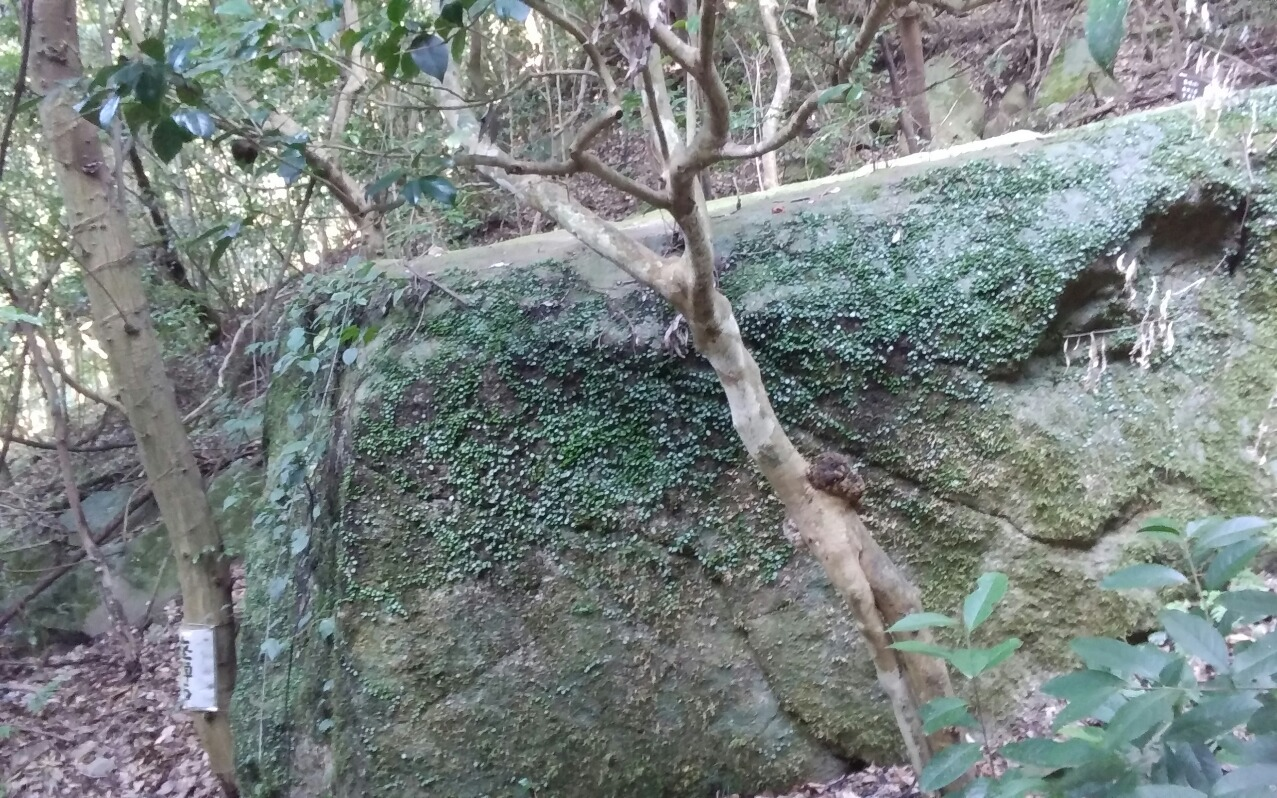
座禅岩